# Pretarouca

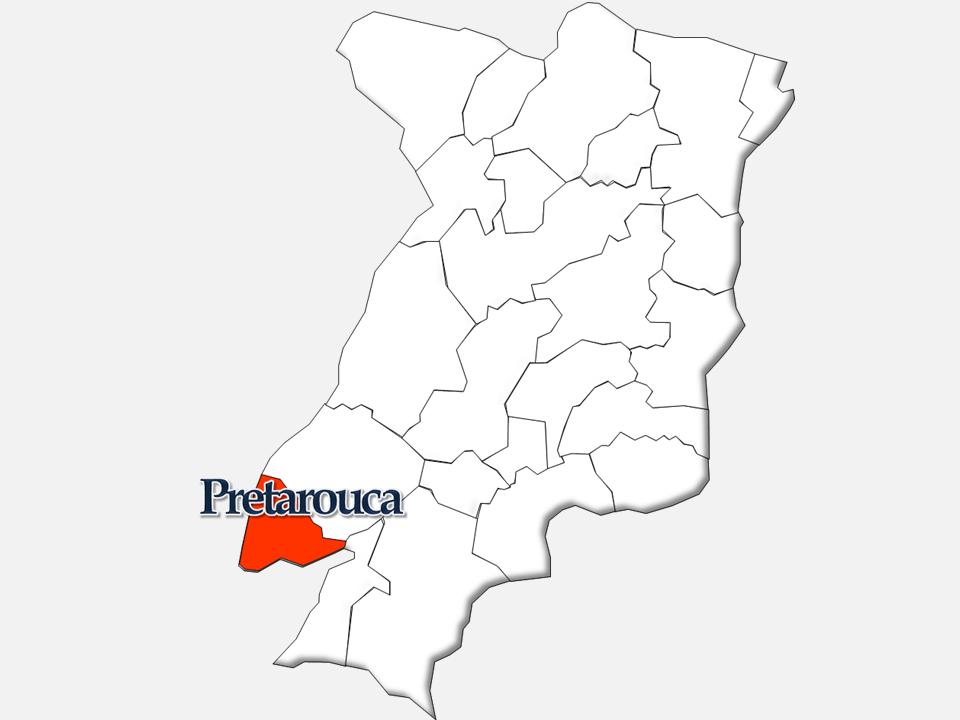
Lage von Pretarouca im Kreis Lamego

Pretarouca ist ein Ort und eine ehemalige Gemeinde (Freguesia) im portugiesischen Kreis Lamego. Die Gemeinde hatte 69 Einwohner (Stand 30. Juni 2011).
Am 29. September 2013 wurden die Gemeinden Pretarouca, Bigorne und Magueija zur neuen Gemeinde União das Freguesias de Bigorne, Magueija e Pretarouca zusammengeschlossen.